# مارمولک شاخدار دم‌کوتاه
مارمولک شاخدار دم‌کوتاه (نام علمی: Phrynosoma braconnieri) گونهای از مارمولک‌ها از خانواده شاخی‌مارمولکان است. این گونه بومی مکزیک است و دم بسیار متمایز و کوتاهی دارد که گاهی مشخص نیست.
در جنگل‌های کاج بلوط و درختچه‌های خار خشک زندگی می‌کند. همچنین می‌توان آن را در مزارع ذرت یا دیگر مناطق کشاورزی سنتی یافت.